# Serenity (гурт)
Serenity — австрійський музичний гурт, що виконує музику в жанрі симфонічного металу з елементами прогресивного металу і павер-металу.
Значна частина музики гурту фокусується на історичних подіях і діячах, таких як Френсіс Дрейк, Марко Поло, Галілей, Бетховен і Наполеон. На даний час гурт випустив чотири студійні альбоми і два демо.

## Учасники гурту

### Поточний склад
- Georg Neuhauser — вокал (2004—дотепер)
- Andreas Schipflinger — ударні і бек-вокал (2001—дотепер)
- Fabio D'Amore — бас-гітара (2011—дотепер)
- Cris Tían — гітари (2015—дотепер)

### Колишні учасники
- Matthias Anker — ритм-гітара і вокал (2001–2003))
- Stefan Schipflinger — гітара (2001–2004)
- Stefan Wanker — бас-гітара (2001–2004)
- Simon Holzknecht — бас-гітара (2004–2010)
- Mario Hirzinger — клавішні і бек-вокал (2001–2012)
- Клемонтін Дельоне — вокал і бек-вокал (2013–2015
- Thomas Buchberger — електрогітара та ритм-гітара (2004–2015)

### Колишні сесійні музиканти
- Oliver Philipps — клавішні і фортепіано (2008–2013)

## Дискографія

### Демо
- Starseed V.R. (2002)
- Engraved Within (2005)

### Студійні альбоми
- Words Untold & Dreams Unlived (2007)
- Fallen Sanctuary (2008)
- Death & Legacy (2011)
- War of Ages (2013)
- Codex Atlanticus (2016)
- Lionheart (2017)
- The Last Knight (2020)

### Сингли
- Velatum (2008)
- The Chevalier (2011)
- Serenade of Flames (2011)
- When Canvas Starts To Burn (2011)
- Wings of Madness (2013)